# Дарище (Орловская область)
Дарище — село в Новодеревеньковском районе Орловской области России. Входит в состав Глебовского сельского поселения.

## География
Село находится в северо-восточной части Орловской области, в лесостепной зоне, в пределах центральной части Среднерусской возвышенности, при автодороге 54К-231, на расстоянии примерно 21 километра (по прямой) к северо-востоку от посёлка городского типа Хомутово, административного центра района. Абсолютная высота — 268 метров над уровнем моря.

### Климат
Климат умеренно континентальный, с умеренно холодной снежной зимой и тёплым летом. Среднегодовая температура воздуха — 4,9 °C. Средняя многолетняя температура самого холодного месяца (января) составляет −9,7 °С, средняя температура самого тёплого (июля) — 19 °С. Среднегодовое количество атмосферных осадков составляет 490—590 мм, из которых большая часть выпадает в тёплый период. Снежный покров держится в течение 126 дней.

### Часовой пояс
Село Дарище, как и вся Орловская область, находится в часовой зоне МСК (московское время). Смещение применяемого времени относительно UTC составляет +3:00.

## Топоним
Дарищи пошло от слова одаривать.

## Население
| 2010 |
| ---- |
| 39   |

### Половой состав
По данным Всероссийской переписи населения 2010 года в гендерной структуре населения мужчины составляли 56,4 %, женщины — соответственно 43,6 %.

### Национальный состав
Согласно результатам переписи 2002 года, в национальной структуре населения русские составляли 94 % из 69 чел.

## Инфраструктура
В советское время действовала школа, клуб, почтовое отделение, скотный двор.
Остановка «Дарищи» обслуживается автобусным маршрутом №259 Хомутово — Кологривово (заезд в Лазавку, Глебово). Остановка «Поворот на Дарищи» в Х километрах от деревни обслуживается автобусным маршрутом №252 Хомутово — Пасынки (заезд в Благодать).